# Vila Nova de Foz Côa
Vila Nova de Foz Côa ist eine Stadt (Cidade) und ein Kreis (Concelho) in Portugal mit 3200 Einwohnern (Stand 30. Juni 2011). Der Ort ist insbesondere für die hiesigen archäologischen Funde und Felszeichnungen bekannt, die seit 1998 zum Weltkulturerbe der UNESCO gehören. Er liegt außerdem in der Weinbauregion des Alto Douro, das ebenfalls zum UNESCO-Welterbe zählt.

## Geschichte
Seit vorgeschichtlichen Zeiten siedelt der Mensch im Tal des Côa, der hier in den Douro mündet. Der Name des Ortes leitet sich daher ab (dt. etwa: Neustadt an der Côa-Mündung).

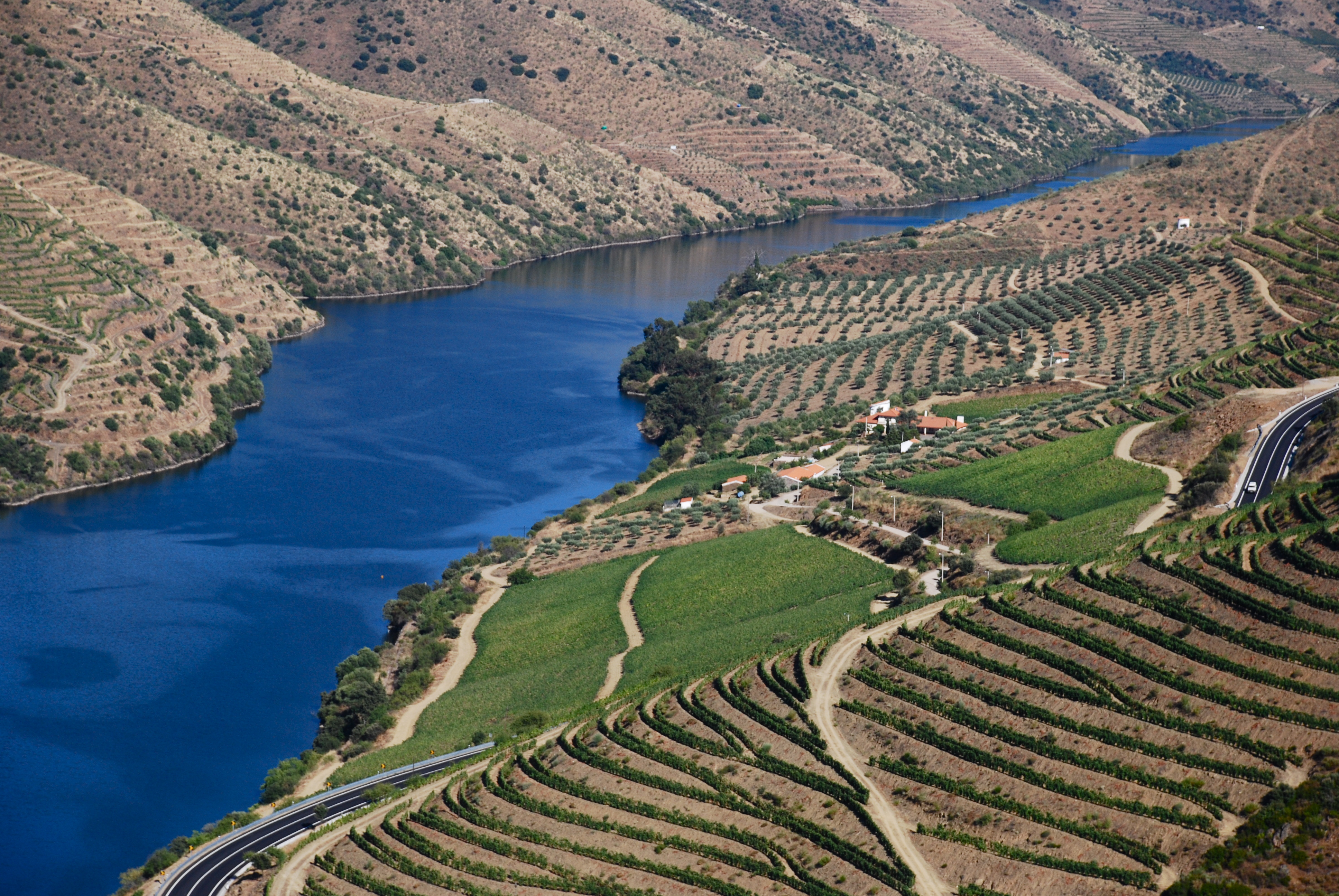
Blick vom Archäologie-Museum aufs Douro-Tal
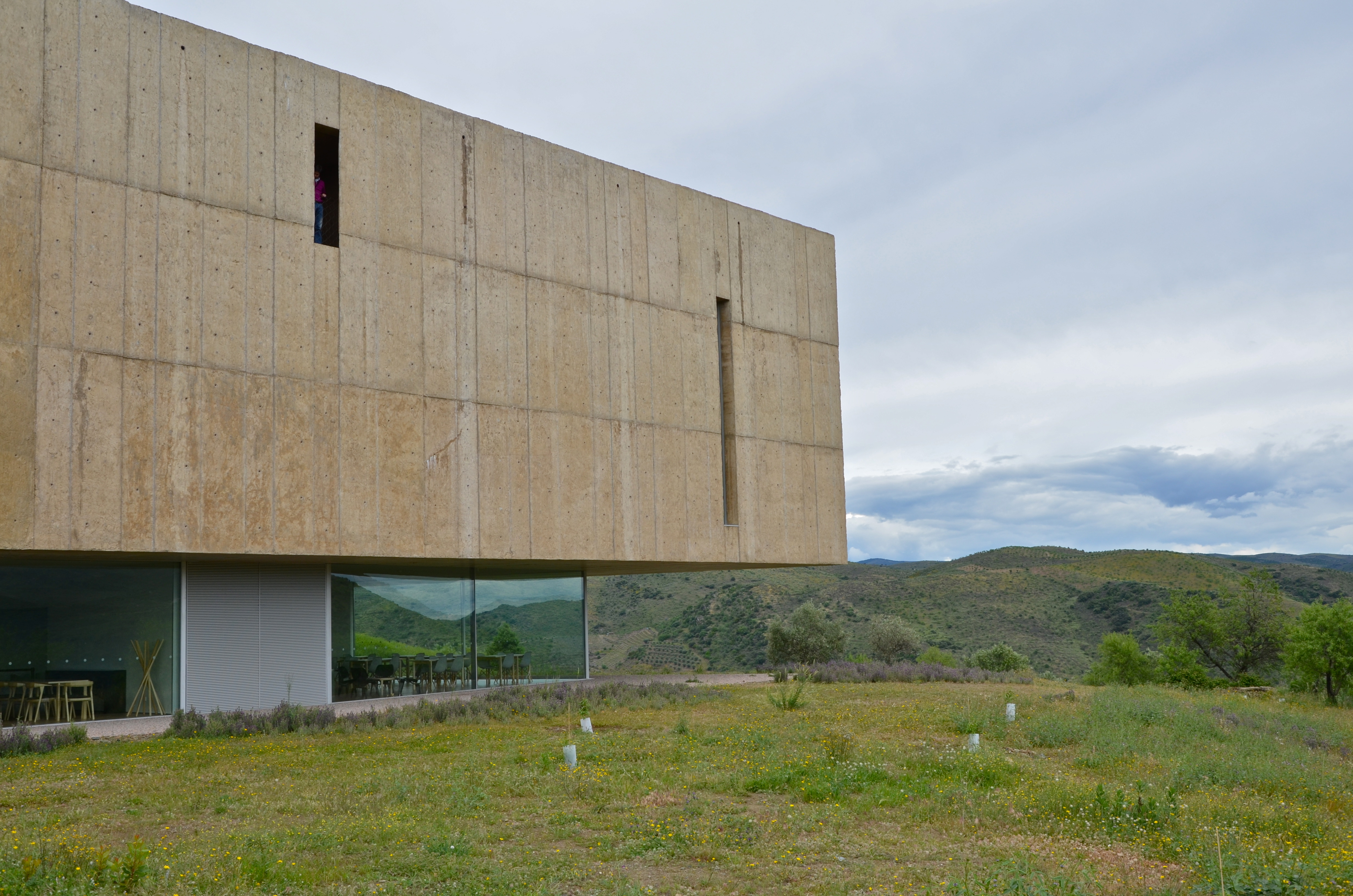
Teilansicht des Museums
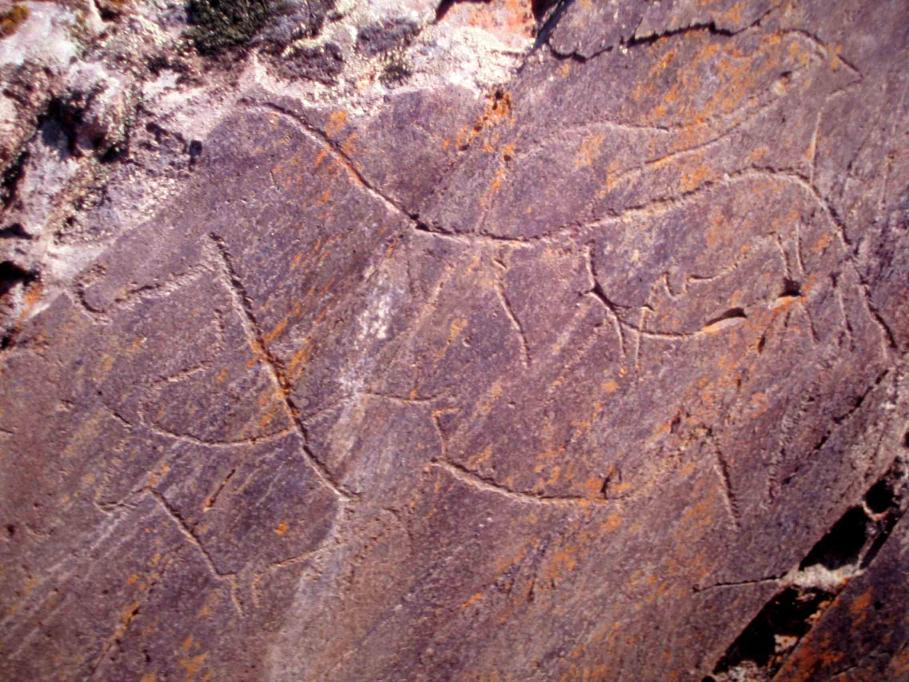
Pferd im Vale do Côa
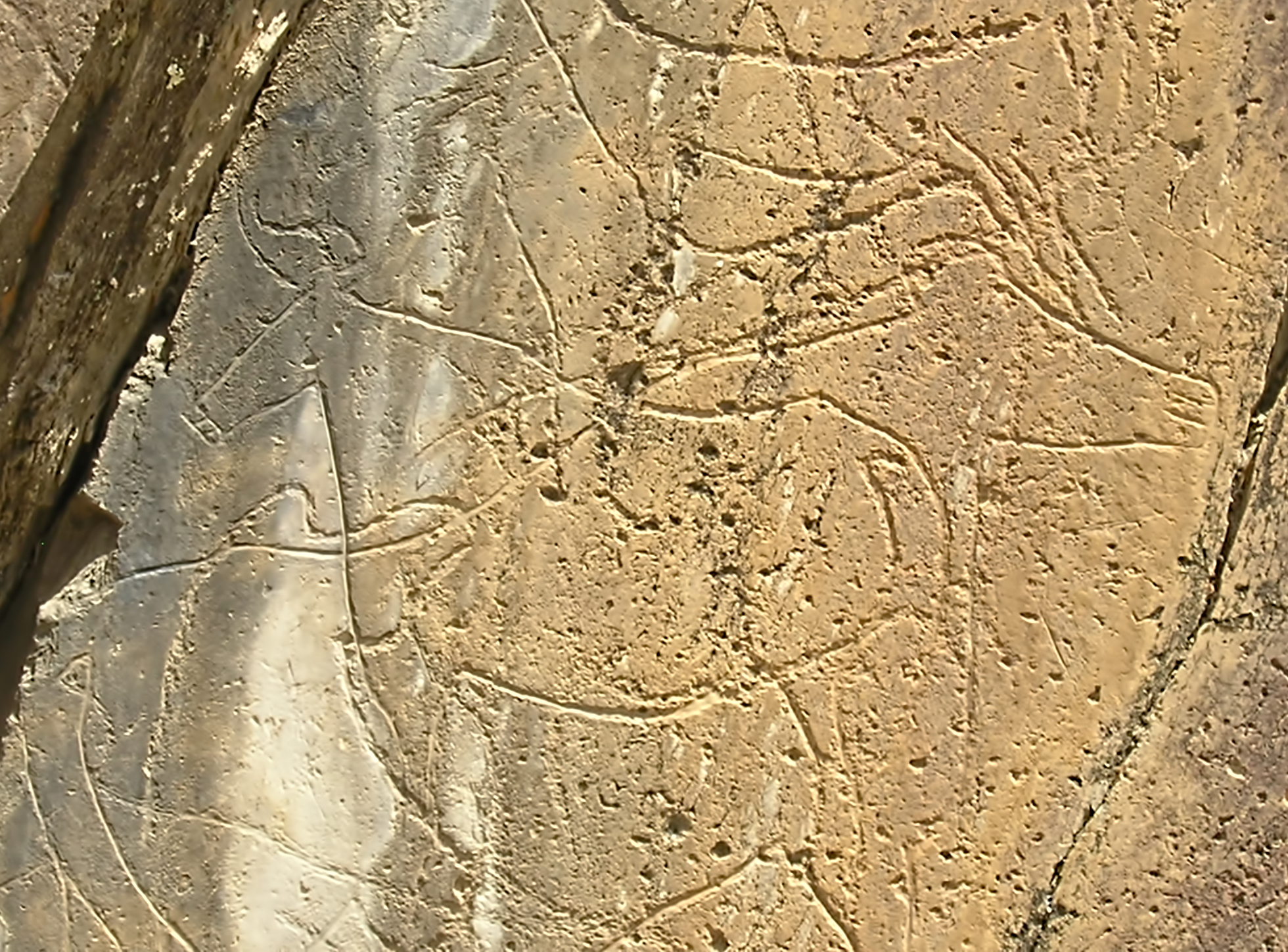
Stiere im Vale do Côa

Im strategisch bedeutenden Grenzland gelegen, erhielt der Ort 1299 erstmals Stadtrechte (Foral) durch König D.Dinis. Der Ort stand in der Revolution von 1383 auf Seiten Kastiliens und verlor in der Folge zunehmend an Privilegien und Aufmerksamkeit. Die zwischenzeitlich beschlossene Auflösung seines eigenständigen Kreises wurde indes nicht vollzogen. 1514 wurden die Stadtrechte durch König Manuel I. erneuert.
Im Verlauf der Liberalen Revolution 1822 und dem folgenden Bürgerkrieg war der Ort Schauplatz häufiger Unruhen.
Vila Nova de Foz Côa wurde 1997 zur Stadt (Cidade) erhoben, und 1998 wurden seine zahlreichen archäologischen Ausgrabungen und Fundstätten vorgeschichtlicher Felsmalereien in die Liste des Weltkulturerbes der UNESCO aufgenommen. Anfang 2013 wurde die Stadt von der Weltgesundheitsorganisation als besonders seniorenfreundlich ausgezeichnet.

## Sehenswürdigkeiten
In der Nähe befindet sich mit dem eingetragenen Weltkulturerbe Parque Arqueológico do Vale do Côa einer der wichtigsten archäologischen Parks des Landes. Diesem Themenbereich widmet sich auch das MAAVC – Museo de Arte e Arqueologia do Vale do Côa.
Im Kreisgebiet stehen eine Vielzahl Sakralbauten, Herrenhäuser, historische öffentliche Gebäude und steinerne Brunnenanlagen unter Denkmalschutz, etwa die auf eine erste Kirche aus dem 13. Jahrhundert zurückgehende, im 16. Jahrhundert neugestaltete und erweiterte manuelinisch-barocke Gemeindekirche Igreja Paroquial de Vila Nova de Foz Côa (auch Igreja de Nossa Senhora do Pranto). Das dreischiffige Gotteshaus zeigt u. a. verzierte Holzdecken und Altarretabel aus vergoldetem Holz (talha dourada). Auch der historische Ortskern von Vila Nova de Foz Côa ist in seiner Gesamtheit denkmalgeschützt.
Auch verschiedene mittelalterliche Burgen sind im Kreis zu besichtigen, etwa die von Castelo Melhor und Numão.

## Verwaltung

### Kreis
Vila Nova de Foz Côa ist Sitz eines gleichnamigen Kreises (Concelho) im Distrikt Guarda. Die Nachbarkreise sind (im Uhrzeigersinn im Norden beginnend): Torre de Moncorvo, Freixo de Espada à Cinta, Figueira de Castelo Rodrigo, Pinhel, Mêda, Penedono sowie São João da Pesqueira.
Mit der Gebietsreform im September 2013 wurden die Gemeinden Mós, Santo Amaro und Murça aufgelöst und anderen angegliedert, sodass sich die Zahl der Gemeinden von zuvor 17 auf 14 verringerte.
Die folgenden Gemeinden (Freguesias) liegen im Kreis Vila Nova de Foz Côa:

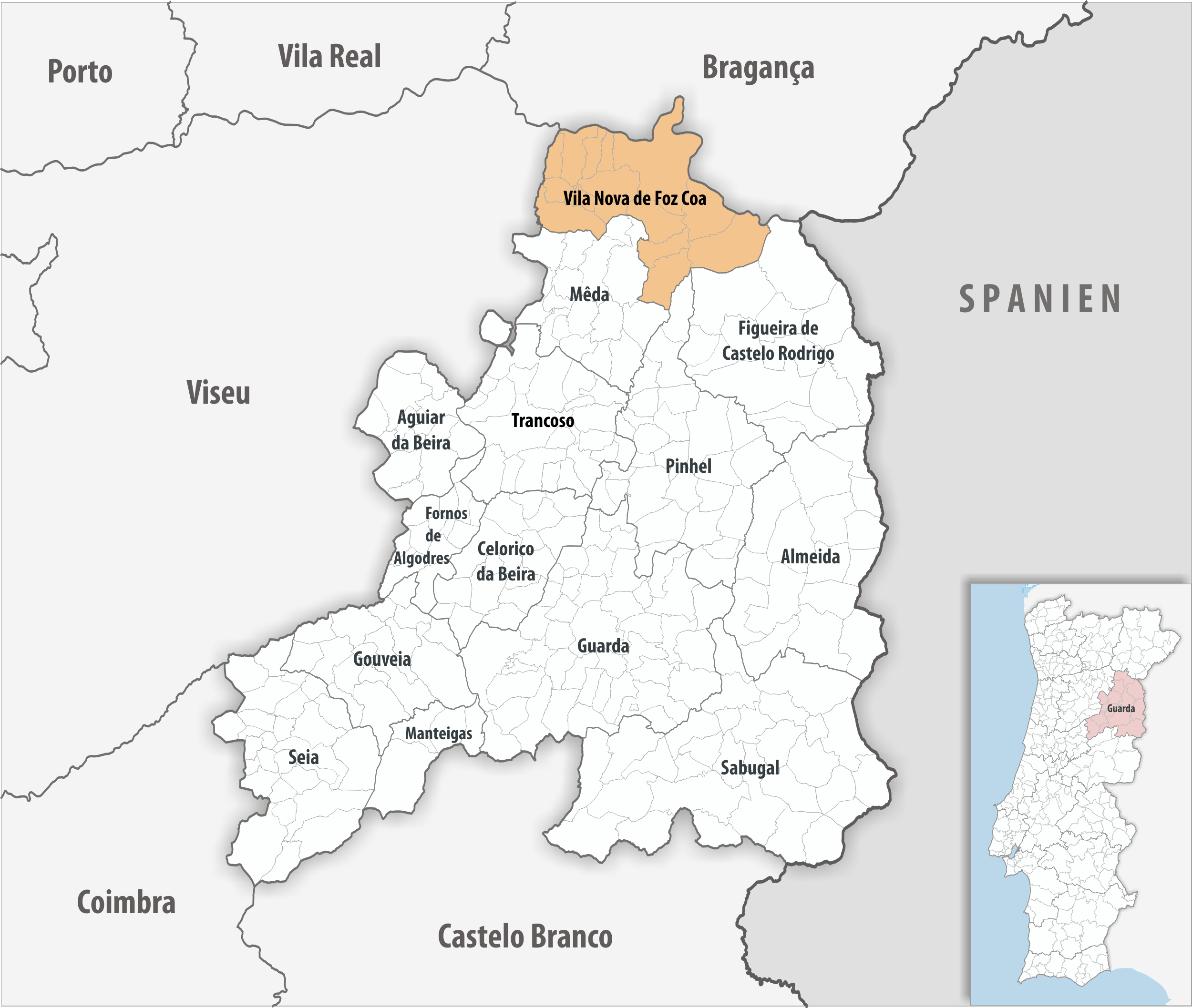
Kreis Vila Nova de Foz Côa

| Gemeinde                   | Einwohner (2021) | Fläche km² | Dichte Einw./km² | LAU- Code |
| -------------------------- | ---------------- | ---------- | ---------------- | --------- |
| Almendra                   | 309              | 54,41      | 6                | 091401    |
| Castelo Melhor             | 168              | 36,77      | 5                | 091402    |
| Cedovim                    | 284              | 32,10      | 9                | 091403    |
| Chãs                       | 234              | 17,60      | 13               | 091404    |
| Custóias                   | 191              | 10,87      | 18               | 091405    |
| Freixo de Numão            | 519              | 36,35      | 14               | 091418    |
| Horta                      | 161              | 10,07      | 16               | 091407    |
| Muxagata                   | 267              | 26,53      | 10               | 091410    |
| Numão                      | 210              | 23,05      | 9                | 091411    |
| Santa Comba                | 145              | 30,54      | 5                | 091412    |
| Sebadelhe                  | 215              | 8,08       | 27               | 091414    |
| Seixas                     | 312              | 12,21      | 26               | 091415    |
| Touça                      | 188              | 9,39       | 20               | 091416    |
| Vila Nova de Foz Côa       | 3.101            | 90,17      | 34               | 091419    |
| Kreis Vila Nova de Foz Côa | 6.304            | 398,14     | 16               | 0914      |

### Bevölkerungsentwicklung
| Einwohnerzahl im Kreis Vila Nova de Foz Côa (1801–2011) | Einwohnerzahl im Kreis Vila Nova de Foz Côa (1801–2011) | Einwohnerzahl im Kreis Vila Nova de Foz Côa (1801–2011) | Einwohnerzahl im Kreis Vila Nova de Foz Côa (1801–2011) | Einwohnerzahl im Kreis Vila Nova de Foz Côa (1801–2011) | Einwohnerzahl im Kreis Vila Nova de Foz Côa (1801–2011) | Einwohnerzahl im Kreis Vila Nova de Foz Côa (1801–2011) | Einwohnerzahl im Kreis Vila Nova de Foz Côa (1801–2011) | Einwohnerzahl im Kreis Vila Nova de Foz Côa (1801–2011) | Einwohnerzahl im Kreis Vila Nova de Foz Côa (1801–2011) |
| ------------------------------------------------------- | ------------------------------------------------------- | ------------------------------------------------------- | ------------------------------------------------------- | ------------------------------------------------------- | ------------------------------------------------------- | ------------------------------------------------------- | ------------------------------------------------------- | ------------------------------------------------------- | ------------------------------------------------------- |
| 1801                                                    | 1849                                                    | 1900                                                    | 1930                                                    | 1960                                                    | 1981                                                    | 1991                                                    | 2001                                                    | 2011                                                    |                                                         |
| 2630                                                    | 4290                                                    | 13.939                                                  | 14.404                                                  | 16.209                                                  | 11.251                                                  | 8885                                                    | 8494                                                    | 7312                                                    |                                                         |

### Kommunaler Feiertag
- 21. Mai

### Städtepartnerschaften
- Frankreich: Villetaneuse (seit 1993)[10]

## Wirtschaft und Verkehr
In der Umgebung von Vila Nova de Foz Côa gibt es intensiven Weinbau. Dieses Traditionshandwerk gilt als historisch gewachsener und bedeutsamer Erwerbszweig. Er ist ein ökonomischer und kultureller Bestandteil der davon geprägten Landschaft, zur Welterberegion Alto Douro gehört.
Ein weiterer Wirtschaftszweig der Umgebung erstreckt sich in den Tälern des Douro- und Côa-Flusses, wo mehrere Schiefersteinbrüche aktiv sind, deren Material für die Baukultur der Region eine hohe Bedeutung besitzt und inzwischen weltweit verkauft wird. Die umfängliche Verwendung des Schiefers (Ardósia de Foz Côa) hatte vor etwa 200 Jahren begonnen. Die Ursache lag darin, dass viele portugiesische Winzer dazu übergingen, die Abgrenzung ihrer Weinberge mit Schieferpfählen vorzunehmen. Diese praktischen landschaftsgestaltenden Elemente sind besonders häufig in der Region Alto Douro anzutreffen.

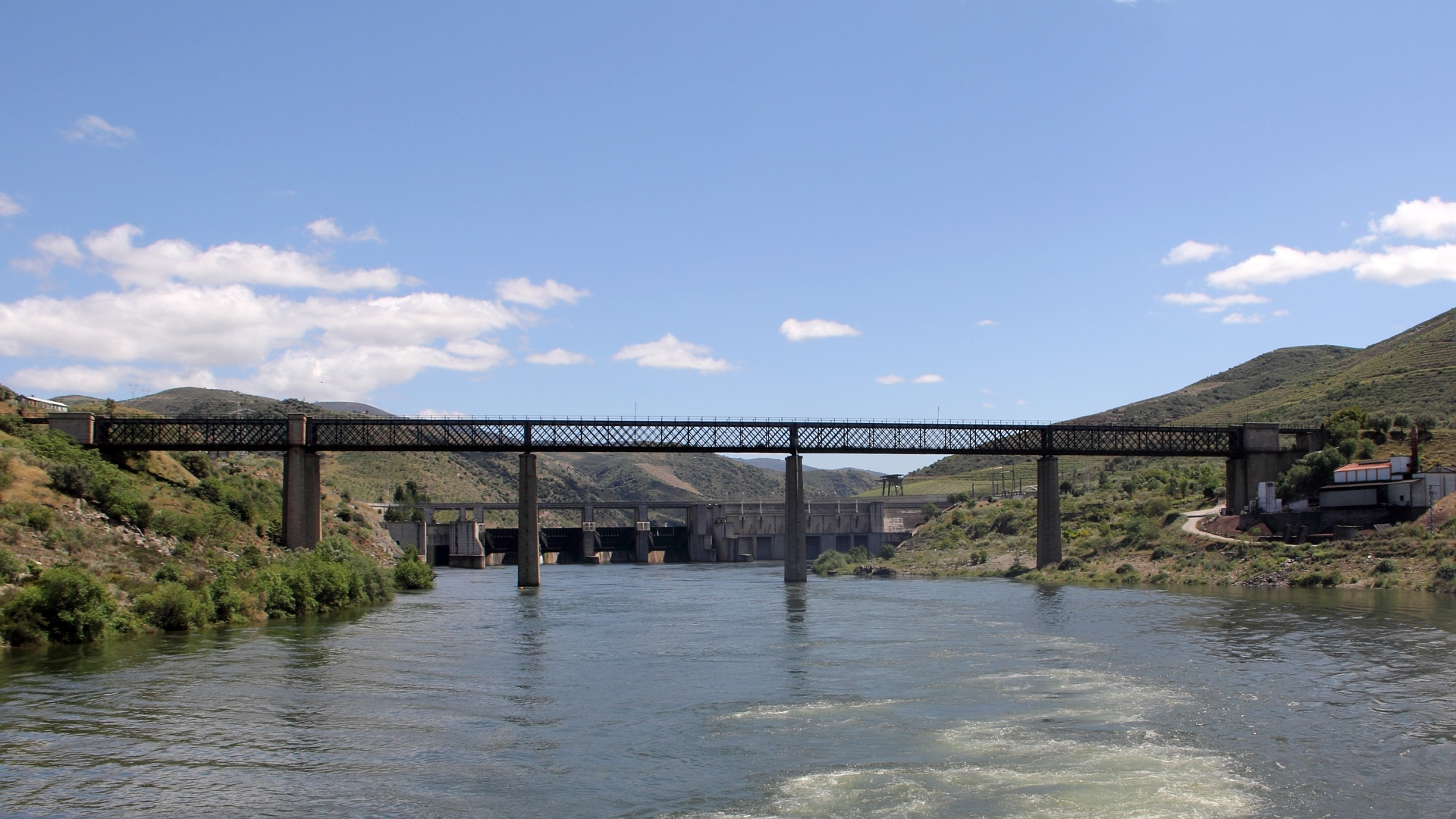
Douro: Brücken, Kraftwerk und Schleuse Pocinho (von Westen)

Zwischen Vila Nova de Foz Côa  und dem am nördlichen Douroufer gelegenen Açoreira wurde 1983 das 186-MW-Wasserkraftwerk und die Schleuse Pocinho mit 22 m Fallhöhe in Betrieb genommen. Hier führt auch die Straßenbrücke Ponte de Barragem do Pocinho die IP 2/EN 102 über den Fluss. Etwa 500 m flussabwärts überquert eine weitere Brücke, die Ponte do Pocinho, den Douro.

## Söhne und Töchter der Stadt
- Francisco António de Campos (1780–1873), Politiker, Unternehmer, Autor, Journalist, und Richter
- Manuel António de Almeida (1860–1929), adliger Pharmazeut, Großgrundbesitzer und Politiker
- António Soares Carneiro (1928–2014), Militär, Politiker und Kolonialverwalter
- Dina Aguiar (* 1953), Journalistin und Malerin
- Francisco José Viegas (* 1962), Krimiautor und Journalist
- Telmo aka Ricardo Meneses (* 1982), Schauspieler